# 김난희
김난희(金蘭姬, 1971년 7월 10일~)는 대한민국의 배우이다.

## 출연작

### 영화
- 2005년  영화 《실종자들》 ... 신부 역
- 2006년  영화 《괴물》 ... 오리배 女 역
- 2013년  영화 《어떤 시선》 ... 교도소 욱환 역
- 2014년  영화 《울언니》 ... 나선호 아내 역
- 2015년  영화 《간신》 ... 훈육상궁 역
- 2015년  영화 《퇴마: 무녀굴》 ... 동네 여인 역
- 2016년  영화 《계춘할망》 ... 한이네 역
- 2017년  영화 《아이 캔 스피크》 ... 면접관 2 역
- 2017년  영화 《남한산성》 ... 계집종 1 역
- 2018년  영화 《인어전설》 ... 순덕네 역
- 2019년  영화 《0.0MHz》 ... 목맨 여자 母 역
- 2021년  영화 《나만 보이니》 ... 관광안내원 역
- 2022년  영화 《젠틀맨》 ... 정 실장 역

### 드라마
- 2014년 MBC 수목미니시리즈 《미스터 백》
- 2015년 JTBC 토일드라마 《송곳》
- 2016년 MBC 특별기획 주말드라마 《결혼계약》
- 2016년 KBS 2TV 월화드라마 《구르미 그린 달빛》
- 2016년~2017년 tvN 금토드라마 《쓸쓸하고 찬란하神 - 도깨비》
- 2017년 OCN 주말 미니시리즈 《듀얼》
- 2017년 tvN 수목드라마 《크리미널 마인드》
- 2018년 KBS 2TV 수목드라마 《추리의 여왕 시즌2》- 7회 케이크 상자 뇌물 받은 사모
- 2018년 MBC 월화미니시리즈 《검법남녀 시즌 1》
- 2019년 MBC 아침드라마 《모두 다 쿵따리》 ... 동춘엄마 역
- 2021년 tvN 월화 미니시리즈 《하이클래스》
- 2022년 MBC 저녁 일일드라마 《비밀의 집》 ... 심행자 역
- 2022년 JTBC 주말 미니시리즈 《클리닝 업》 ... 집주인 역
- 2022년 KBS 2TV 수목드라마 《징크스의 연인》 ... 민 선생 역
- 2023년 MBC 저녁 일일드라마 《하늘의 인연》 ... 오화순 역
- 2023년 MBC 금토 미니시리즈 《연인 시즌 1》
- 2023년 tvN 주말 미니시리즈 《아라문의 검》 ... 여상 역

### 연극
- 2009년  연극 《철종 13년의 셰익스피어》
- 2011년  연극 《엄마를 부탁해》 ... 대구공연
- 2012년  연극 《니 부모 얼굴이 보고싶다》 ... 손민아 母 역
- 2018년  연극 《만덕》 ... 제주공연 / 메인심방 역